# Chiesa dei Santi Donnino e Biagio
La chiesa dei Santi Donnino e Biagio è la parrocchiale di Rubiera, in provincia di Reggio Emilia e diocesi di Reggio Emilia-Guastalla; fa parte del vicariato della Valle del Secchia.

## Storia
La prima citazione di una chiesa a Rubiera dedicata a San Donnino di Fidenza e a San Biagio di Sebaste risale al 1302 ed è da ricercarsi in un documento in cui si parla di dominus Guizardus rector ecclesie sanctorum Donini et Blaxii; si sa che il 26 maggio 1347 il vescovo di Reggio Emilia Bartolomeo d'Asti visitò tale chiesa.

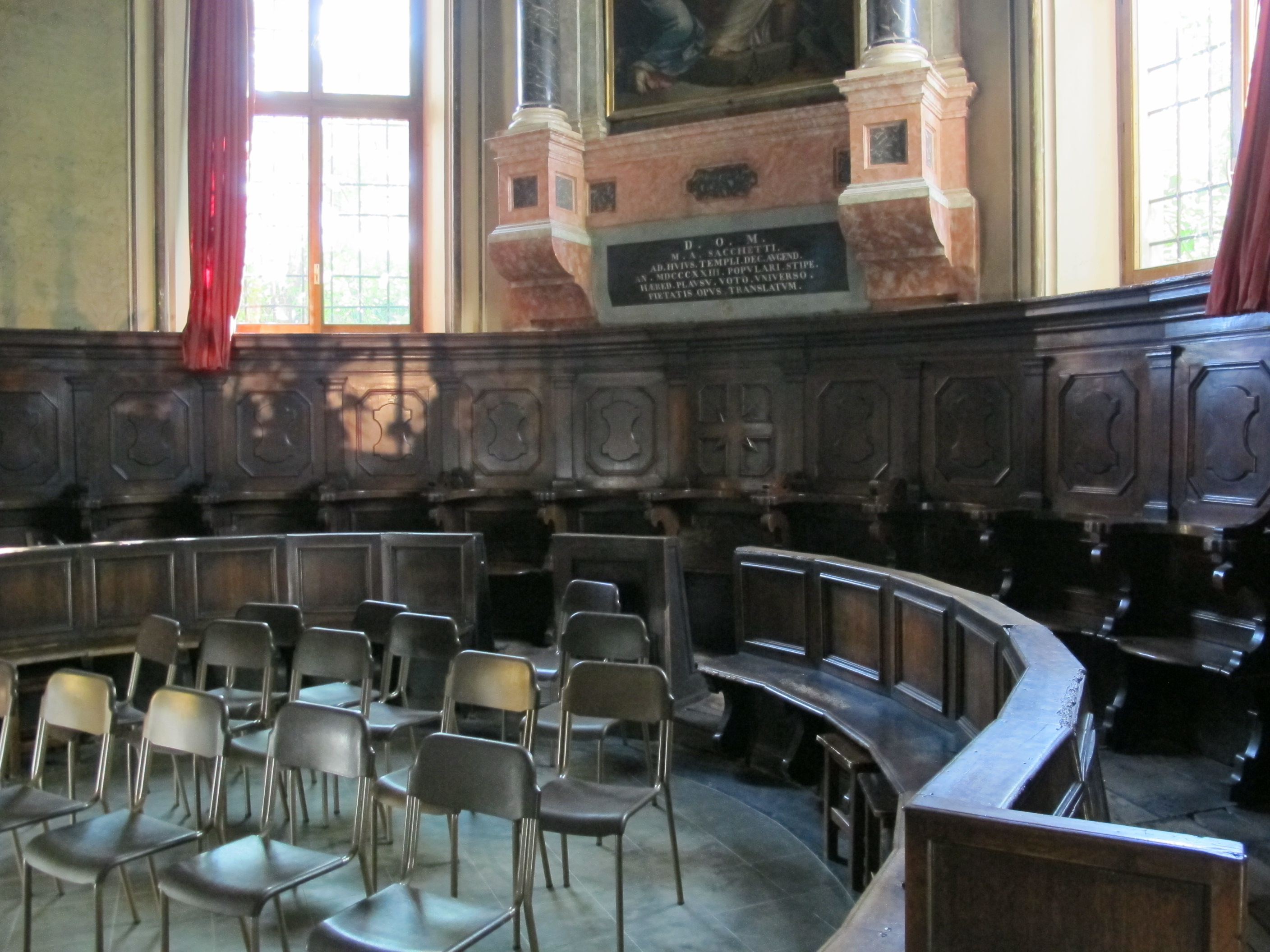
Il coro

Della chiesa di Rubiera vi sono solo due attestazioni quattrocentesche, mentre nel XVI secolo fu citata in vari atti; dalla relazione della visita di Lorencino di Monte Pulciano, delegato del vescovo di Reggio Marcello Cervini, s'apprende che nella chiesa erano collocati dieci altari. Sempre nel Cinquecento la struttura fu oggetto di un intervento di rifacimento.
Il 6 giugno 1704 papa Clemente XI eresse la chiesa a collegiata.
Sempre nel 1704 venne posta la prima pietra dell'attuale parrocchiale; il nuovo edificio, realizzato ad opera de' Padri Conventuali, fu portato a termine nel 1720 e consacrato il 4 ottobre 1722, anno in cui divenne sede arcipretale e collegiata.

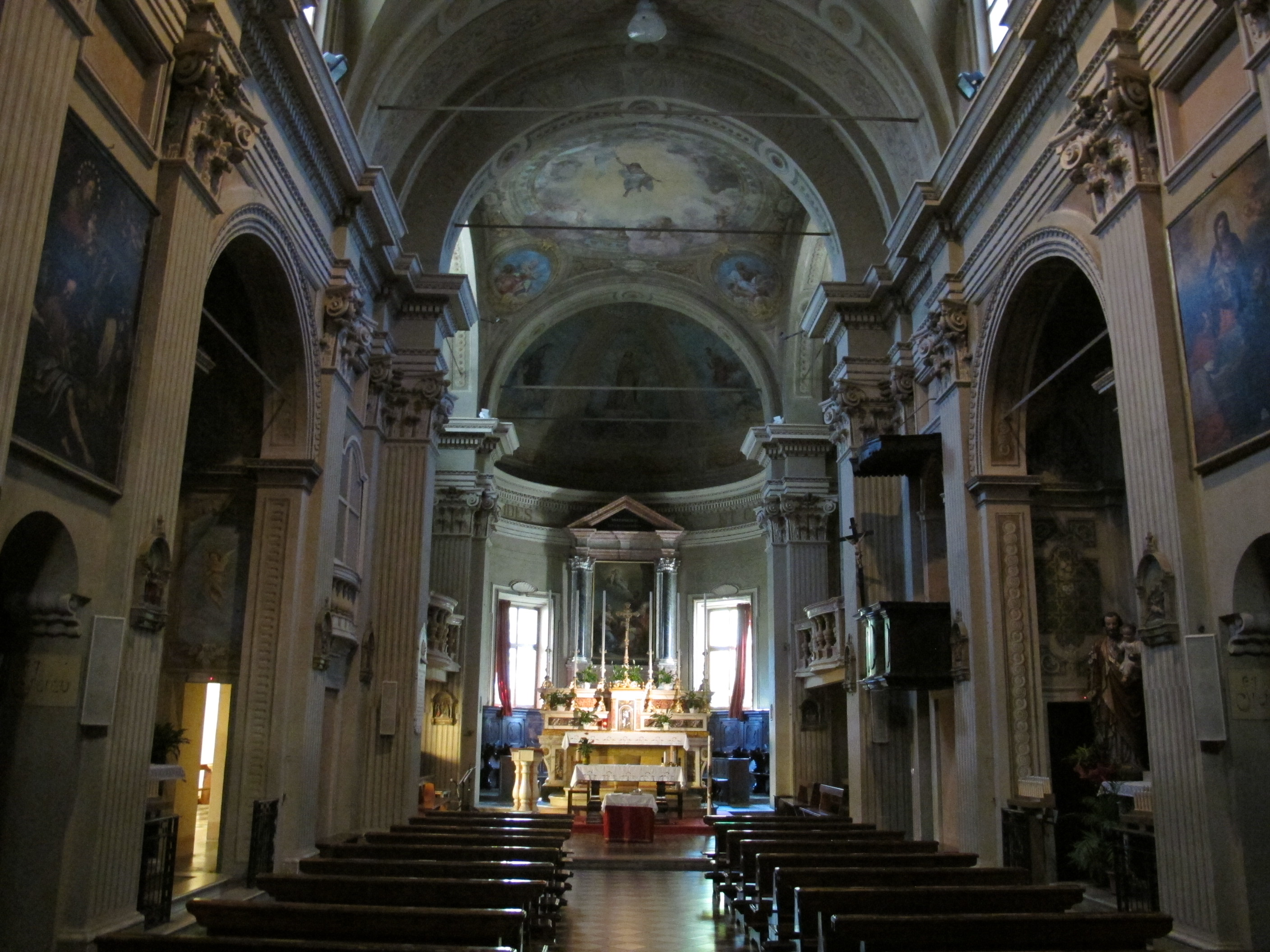
L'interno

La vecchia chiesa, utilizzata come cimiteriale sino alla sconsacrazione nel 1822, fu adibita dapprima a fienile e poi, dal 1847, ad abitazione civile.

## Descrizione
Opere di pregio conservate all'interno, che è ad un'unica navata, sono l'altare maggiore, intitolato ai santi Donnino e Biagio Martiri e costruito nel 1857, e l'altare laterale ospitante il Crocifisso, che precedentemente era situato a Bologna e collocato nella chiesa nell'anno 1830.